# Formfaktor
Formfaktor, en försvenskning av det engelska ordet Form factor. I datorvärlden avser man då en standard som fysiskt bestämmer storlek på någonting, ibland även kombinerat med andra egenskaper som till exempel vilka anslutningmöjligheter som ska finnas och var de ska vara placerade. Det senare gäller bland annat för moderkort, nätdelar och datorlådor.    